# Orobanche caryophyllacea
La succiamele garofanato (nome scientifico Orobanche caryophyllacea Sm., 1798)  è una pianta parassita, appartenente alla famiglia delle Orobanchaceae.

## Etimologia
Il nome generico (Orobanche) deriva da due termini greci òrobos (= legume) e anchéin (= strozzare) e indicano il carattere parassitario di buona parte delle piante del genere di questa specie soprattutto a danno delle Leguminose (nell'antica Grecia questo nome era usato per una pianta parassita della "veccia" - Vicia sativa). L'epiteto specifico (caryophyllacea) significa simile ad un garofano (dal greco "caryóphyllon" = garofano).
Il binomio scientifico della specie è stato definito dal entomologo e botanico inglese, fondatore e primo presidente della Linnean Society di Londra, James Edward Smith (1759-1828) nella pubblicazione "Transactions of the Linnean Society of London. London - 4: 169. 1798" del 1798.

## Descrizione

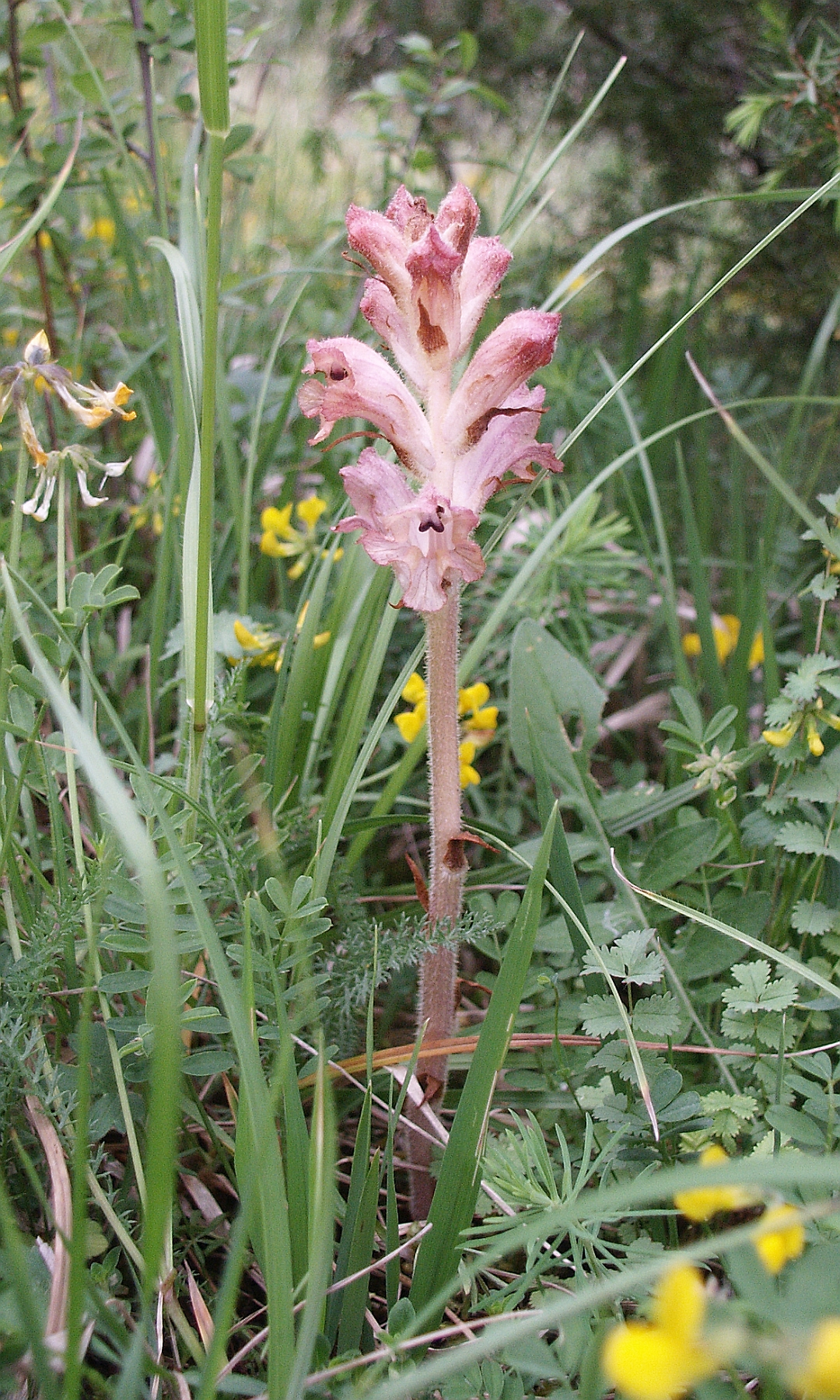
Il portamento

Queste piante sono alte da 15 a 50 cm. La forma biologica è terofita parassita (T par), sono piante erbacee che differiscono dalle altre forme biologiche poiché, essendo annuali, superano la stagione avversa sotto forma di seme e sono munite di asse fiorale eretto e spesso privo di foglie. In questa specie sono presenti anche piante con forme biologiche perenni tipo geofite parassite (G par), sono piante provviste di gemme sotterranee e radici che mostrano organi specifici per nutrirsi della linfa di altre piante. Non contengono clorofilla per cui nel secco si colorano di bruno.

### Radici
Le radici sono fascicolate e si diramano da un bulbo o rizoma centrale. Nella parte finale sono provviste di austori succhianti che parassitano l'apparato radicale delle piante ospiti.

### Fusto
La parte aerea del fusto è eretta, semplice (non ramosa) e densamente pubescente; la forma è cilindrica con superficie striata. Gli scapi terminali sono sempre fioriferi (mai sterili). Lunghezza del fusto esclusa l'infiorescenza: 15 – 30 cm.

### Foglie
Le foglie sono ridotte a delle squame spiralate ed hanno delle forme lanceolate o anche lanceolato-ovate. Dimensione delle foglie: larghezza 3 – 7 mm; lunghezza 12 – 18 mm (massimo 23 mm).

### Infiorescenza

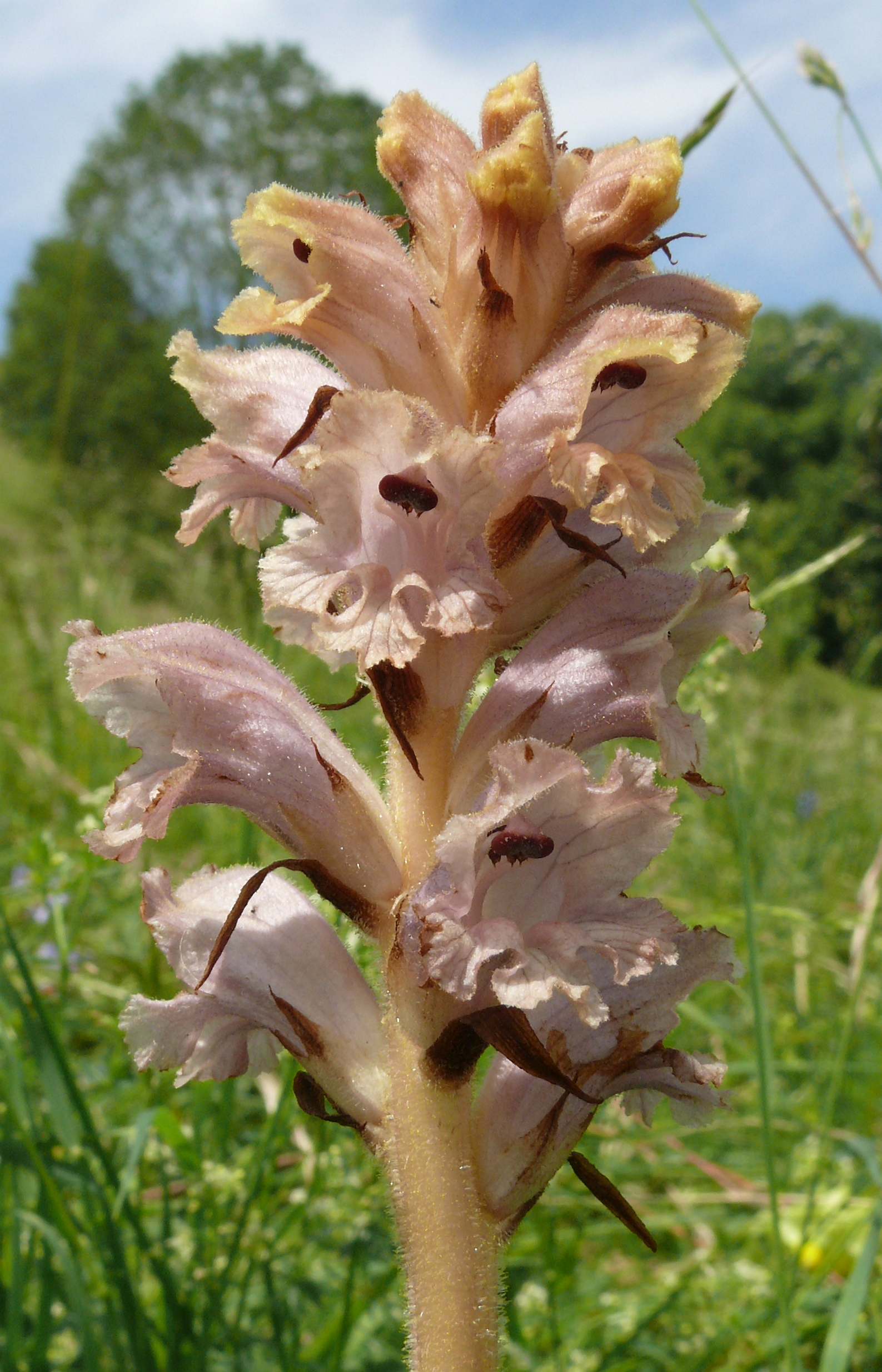
Infiorescenza

Le infiorescenze sono a forma di spiga o racemo. All'inizio dello sviluppo l'infiorescenza è densa e ovale, quindi in seguito si allunga distanziando i fiori. Le brattee dell'infiorescenza sono del tipo triangolare. Dimensione dell'infiorescenza iniziale: larghezza 4 cm; lunghezza 7 cm. Dimensione dell'infiorescenza finale: larghezza 4 – 5 cm; lunghezza 30 cm. Dimensione delle brattee: larghezza 4 – 7 mm a 9 mm; lunghezza da 14 – 16 mm fino a 22 – 25 mm.

### Fiore

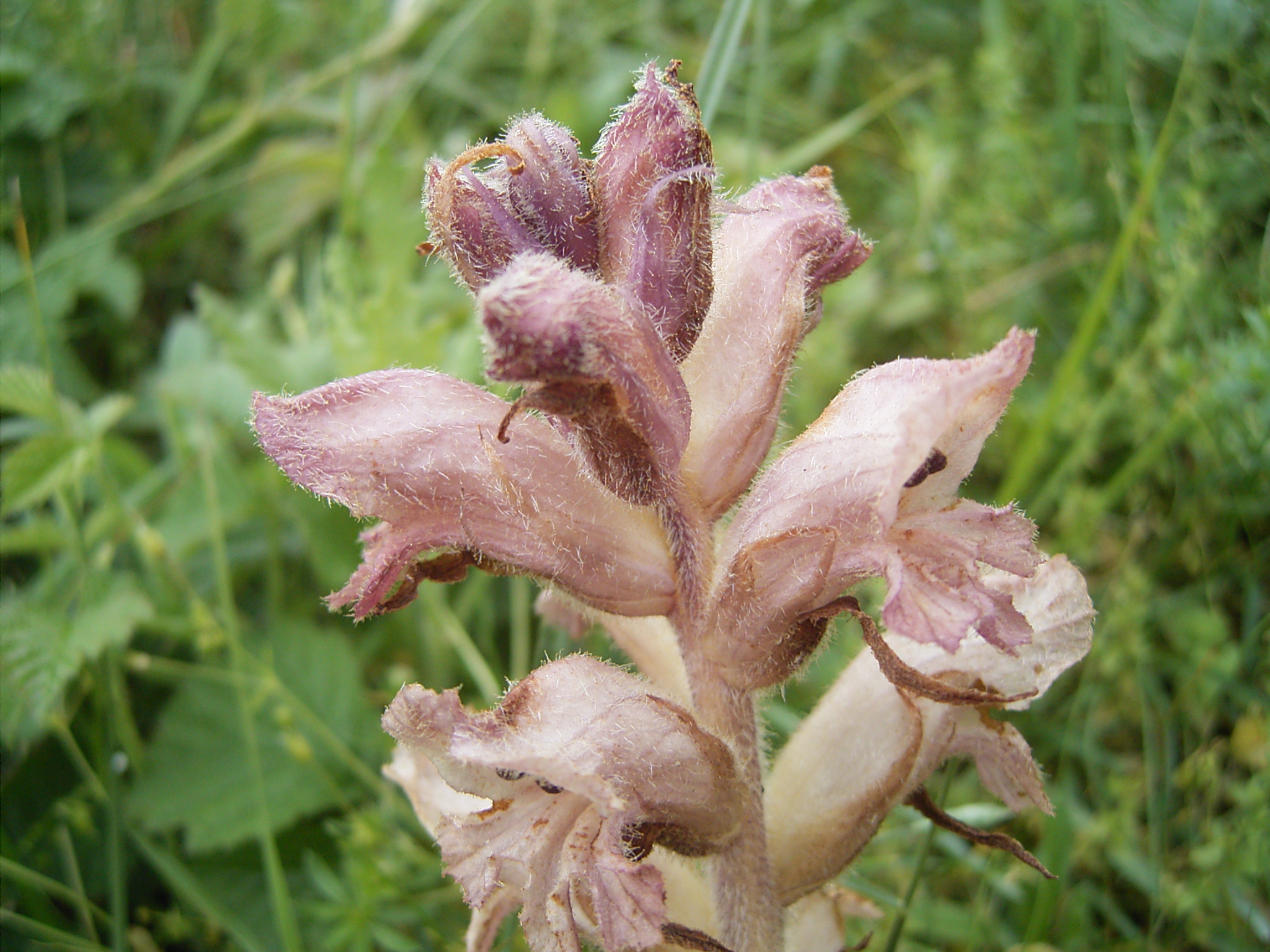
I fiori

I fiori sono ermafroditi, zigomorfi (del tipo bilabiato), tetrameri, ossia con quattro verticilli (calice – corolla - androceo – gineceo) e pentameri (la corolla è a 5 parti, mentre il calice anch'esso a 5 parti spesso è ridotto). In questa specie i fiori alla base sono avvolti da 3 elementi: in posizione centrale è presente una brattea; su entrambi i lati è presente una lacinia calicina profondamente bifida (non sono presenti le bratteole). Lunghezza totale del fiore: 23 – 32 mm.
- Formula fiorale: per questa pianta viene indicata la seguente formula fiorale:[6]

X, K (4/5), [C (2+3), A 2+2], G (2), (supero), capsula
- Calice: il calice è gamosepalo a 3 parti, ossia quattro sepali saldati 2 a 2 tipo lacinie ben separate o collegate alla base con apice molto acuminato, più una brattea centrale. Sulla superficie sono presenti tre venature. Dimensione del calice: 8 – 12 mm.
- Corolla: la corolla, di tipo personato, è simpetala e consiste in un tubo cilindrico dal profilo dorsale arcuato e terminante in un lembo bilabiato; dei due labbri quello superiore è intero e un po' retuso e a volte mucronato, mentre quello inferiore è trilobato con lobi più o meno uguali fra di loro; il lobo centrale è cigliato. La superficie della corolla è pubescente-ghiandolosa per peli chiari, ed è colorata di rosa con screziature purpureo-brunastre. Dimensione della corolla: 26 – 30 mm.
- Androceo: l'androceo possiede quattro stami didinami (due grandi e due piccoli). I filamenti sono pelosi per tutta la lunghezza e sono inseriti alla base della corolla. Le antere, glabre a forma oblunga, sono disposte trasversalmente e sono provviste di due logge più o meno uguali. Le sacche polliniche hanno l'estremità inferiore a forma di freccia.[7] Lunghezza dei filamenti: 1,2 - 1,4 cm. Dimensione delle antere: 1,8 – 2 mm.
- Gineceo: l'ovario è supero formato da due (o tre) carpelli ed è uniloculare; le placente sono due o quattro di tipo parietale, a volte unite al centro e portanti un numero molto elevato di ovuli. Lo stilo è del tipo filiforme; lo stigma è capitato o del tipo a 2 - 4 lobi ed è colorato di purpureo e sporgente dalle fauci. Lunghezza dello stilo: 1 cm circa. Diametro dello stigma: 1 mm circa.
- Fioritura: da aprile a luglio.

### Frutti
Il frutto è una capsula loculicida a forma più o meno ovoidale. I semi, molti e minuti dalle dimensioni quasi microscopiche, contengono un embrione rudimentale indifferenziato e composto da poche cellule; sono colorati di nero. Lunghezza della capsula: 7 – 12 mm. Dimensione dei semi: 0,4 - 0,5 x 0,3 mm.

## Riproduzione
- Impollinazione: l'impollinazione avviene tramite insetti (impollinazione entomogama).
- Riproduzione: la fecondazione avviene fondamentalmente tramite l'impollinazione dei fiori (vedi sopra).
- Dispersione: i semi cadendo a terra (dopo essere stati trasportati per alcuni metri dal vento per merito del pappo – disseminazione anemocora) sono successivamente dispersi soprattutto da insetti tipo formiche (disseminazione mirmecoria).

## Biologia
Queste piante non contengono clorofilla per cui possiedono organi specifici per nutrirsi della linfa di altre piante. Le loro radici infatti sono provviste di uno o più austori connessi alle radici ospiti per ricavare sostanze nutritive. Inoltre il parassitismo di Orobanche caryophyllacea è tale per cui anche i semi per germogliare hanno bisogno della presenza delle radici della pianta ospite; altrimenti le giovani piantine sono destinate ad una precoce degenerazione.
In genere le specie di questa voce sono parassite della famiglia Rubiaceae del genere Gallium (e altri generi della famiglia).

## Distribuzione e habitat

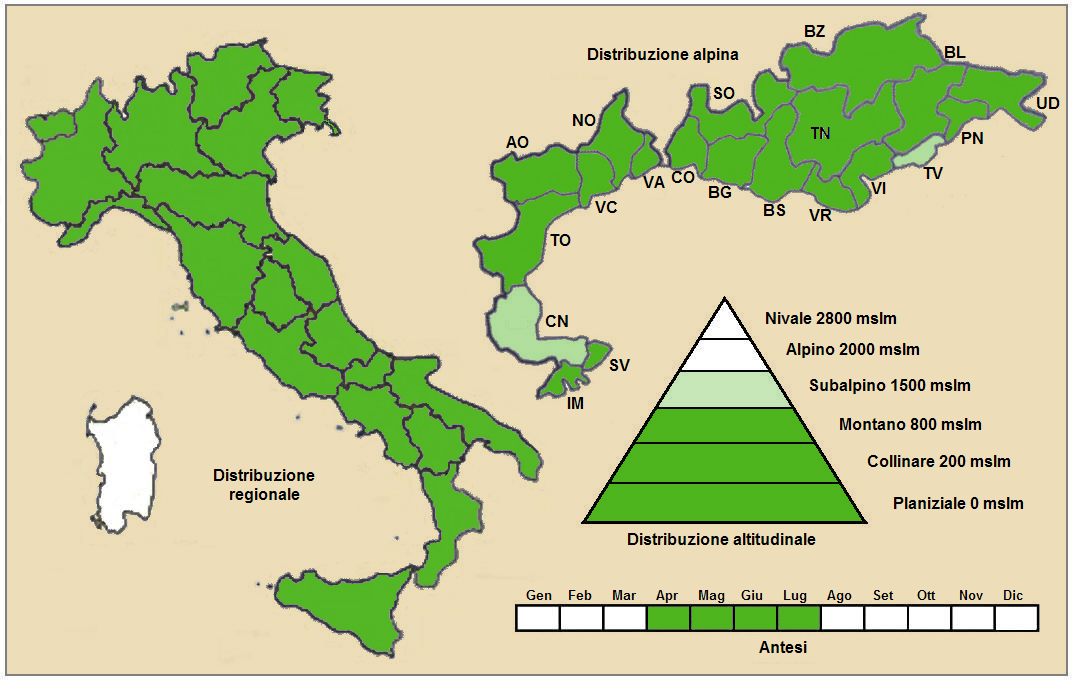
Distribuzione della pianta
(Distribuzione regionale – Distribuzione alpina)

- Geoelemento: il tipo corologico (area di origine) è Submediterraneo - Subatlantico, ma anche Eurasiatico.
- Distribuzione: in Italia è comune e si trova su tutto il territorio (esclusa l'isola della Sardegna). Nelle Alpi è ovunque presente. Sugli altri rilievi europei collegati alle Alpi si trova nella Foresta Nera, Vosgi, Massiccio del Giura, Massiccio Centrale, Pirenei, Alpi Dinariche, Monti Balcani, Carpazi.[13] In Europa è comune (esclusa la Penisola Scandinava e la Russia del nord); si trova anche in Anatolia e in Transcaucasia e nell'areale mediterraneo (Magreb).[14] Fuori dall'Europa, in Asia, si trova nel Tagikistan, Turkmenistan, Uzbekistan e in Cina.[9]
- Habitat: l'habitat più comune sono le aree nelle quali vegetano le Rubiaceae; ma anche le praterie rase, i prati e i pascoli anche rocciosi. Il substrato preferito è calcareo ma anche calcareo/siliceo con pH basico, bassi valori nutrizionali del terreno che deve essere secco.[13]
- Distribuzione altitudinale: sui rilievi queste piante si possono trovare fino a 1500 m s.l.m.; frequentano quindi i seguenti piani vegetazionali: collinare, montano e in parte subalpino (oltre a quello planiziale – a livello del mare).

### Fitosociologia
Dal punto di vista fitosociologico la specie di questa voce appartiene alla seguente comunità vegetale:
Formazione: delle comunità a emicriptofite e camefite delle praterie rase magre secche
Classe: Festuco-Brometea

## Tassonomia
La famiglia di appartenenza della specie (Orobanchaceae) comprende soprattutto piante erbacee perenni e annuali semiparassite (ossia contengono ancora clorofilla a parte qualche genere completamente parassita) con uno o più austori connessi alle radici ospiti. È una famiglia abbastanza numerosa con circa 60 - 90 generi e oltre 1700 - 2000 specie (il numero dei generi e delle specie dipende dai vari metodi di classificazione) distribuiti in tutti i continenti.
La classificazione del genere Orobanche è problematica in quanto le varie specie differiscono una dall'altra per piccoli caratteri soprattutto nella forma del calice-corolla e per i vari colori delle parti floreali che presto tendono al bruno appena la pianta "entra" nel secco. Molte specie hanno una grande specificità dell'apparato radicale per cui una possibile distinzione è possibile tramite l'individuazione della pianta parassitata (vedi il paragrafo "Biologia").
All'interno del genere Orobanche la specie Orobanche caryophyllacea appartiene alla sezione Orobanche L. caratterizzata soprattutto dalla forma del calice a tre parti ossia quattro sepali saldati 2 a 2 tipo lacinie ben separate o collegate alla base, più una brattea. L'altra sezione presente in Italia (Trionychon Wallr.) è caratterizzata dal calice diviso in 5 parti: in posizione centrale è presente una brattea, mentre su entrambi i lati sono presenti una bratteola lineare e una lacinia calicina profondamente bifida.
Il numero cromosomico di O. caryophyllacea è: 2n = 38.

### Filogenesi
Secondo una recente ricerca di tipo filogenetico la famiglia Orobanchaceae è composta da 6 cladi principali nidificati uno all'interno dell'altro. Il genere Orobanche si trova nel terzo clade (relativo alla tribù Orobancheae) insieme ai generi Boschniakia C. A. Mey. ex Bong. 1833, Cistanche Hoffmans. & Link 1809, Conopholis
Wallr.1825, Epifagus Nutt. 1818, Eremitilla Yatsk. & J. L. Contr., 2009, Kopsiopsis (Beck) Beck 1930, Mannagettaea Harry Sm.
1933. Orobanche è monofiletico e rappresenta il core del clade ed è “gruppo fratello” del genere Mannagettaea e quindi di tutto il resto del gruppo.

### Sinonimi
Questa entità ha avuto nel tempo diverse nomenclature. L'elenco seguente indica alcuni tra i sinonimi più frequenti:
- Catodiacrum incurvum Dulac
- Orobanche buhsei  Reut.
- Orobanche clausonis  Pomel
- Orobanche clausonis subsp. hesperina  (J. A. Guim.) M. J. Y. Foley
- Orobanche galii  Duby
- Orobanche hesperina  (J. A. Guim.) Beck
- Orobanche lucorum var. hesperina  J. A. Guim.
- Orobanche major  L.
- Orobanche quadrifida  C. Koch
- Orobanche vulgaris  Poir.

## Altre notizie
L'orobanche comune in altre lingue è chiamata nei seguenti modi:
- (DE)  Labkraut-Sommerwurz o Labkraut-Würger
- (FR)  Orobanche vulgaire
- (EN)  Badstraw Broomrape